# 아자리야

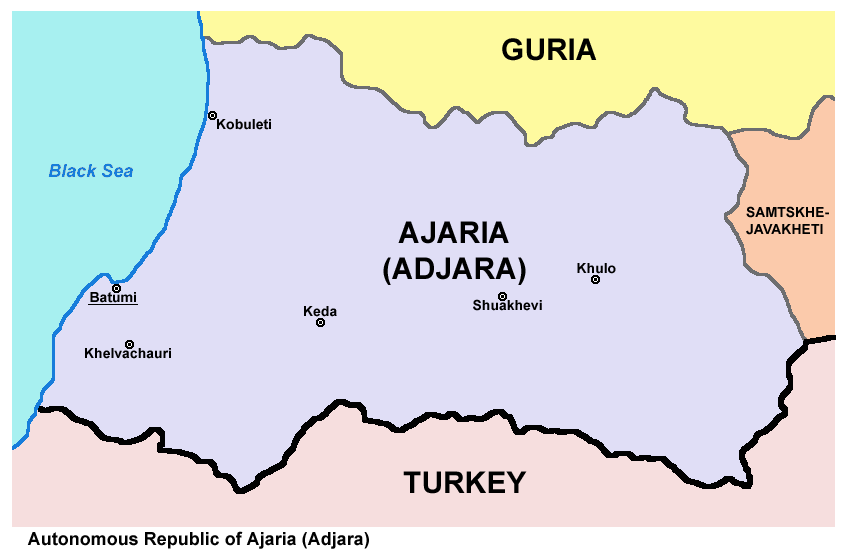

아자리야 자치공화국(조지아어: აჭარის ავტონომიური რესპუბლიკა 아차리스 아프토노미우리 레스푸블리카), 약칭 아자리야(조지아어: აჭარა 아차라, 러시아어: Аджа́рия 아자리야[*])는 남캅카스 서남부, 흑해에 접하고 튀르키예와 접한 지방에 위치한 조지아 영내의 자치공화국이다.
수도는 바투미이고 면적은 2,900km2이다. 인구는 약 333,953명으로 조지아 최대의 항구인 바투미를 포함된 독립 이래 경제적으로 가난한 조지아에 있어서는 매우 중요한 지역이다.

## 아자리야의 주민
인구통계상으로 주민의 대부분은 민족적으로 조지아인이지만, 이 지방의 조지아인은 조지아어의 아자르 방언을 사용하는 아자르인으로 불리며 종교적으로도 이슬람교 비율이 높아 문화적으로 구분되는 하위집단이기 때문에, 조지아 영내에서 자치공화국을 형성하고 있다.
원래 아자르인 중엔 무슬림이 많았지만 독립 이후 이슬람에서 정교회로의 개종, 유소년의 정교회 입교가 확산되어 2014년 센서스 기준 54,5%는 정교회를, 39,8%는 이슬람교를 믿는다. 아슬란 아바시제 또한 정교회로 개종한 사람이었다.
- 조지아인(아자르인) 96.04%, 러시아인 1.10%, 아르메니아인 1.64%, 그리스인 0.17%,, 우크라이나인 0.24%, 기타 0.8%의 분포를 보이고 공용어는 조지아어이다.

## 아자리야의 역사
고대 그리스(코카서스의 이베리아라고도 불림)와 로마 제국의 식민도시로 출발하였는데, 이후에는 오스만 제국의 지배 하(1614년~1878년)에 있다가 19세기 말인 1878년에 와서야 비로소 러시아 영토가 된다.
러시아 10월 혁명이 발발한 후에 서구 여러 나라가 신생 소비에트 정부에 개입하게 되는데, 이 지역은 1918년~1920년까지 영국과 터키의 지배하게 있게 된다. 1921년에 적백 내전에서 승리한 적군 정부(소비에트 정부)에게로 다시 이 지역이 귀속된다. 이후 소비에트 시대에는 조지아에 속한 아자리야 자치 공화국이 된다. 그런데 이 때, 이 아자리야 지역은 종교, 문화적으로 다른 조지아 지역과 다른 점이 많으므로 폭넓은 자치권을 부여하여야 한다는 귀속 조건이 카르스 조약에 의하여 확인되었고, 이에 따라 소비에트 시절에도 대체로 비교적 많은 자치권을 부여 받았다.
조지아의 독립 후 아슬란 아바시제의 지배 하에 1991년-1993년의 조지아 내전은 대체로 피해가고 그 후로 조지아 정부의 간섭을 거의 받지 않으며 사실상의 독립국으로 조지아 내에서 비교적 안정되고 부유한 지역이 되었다. 그러나 아바시제는 거대 밀매 조직을 통하여 자금을 조성하는 등 조직 범죄에 연루되어 있다는 의심을 받았고 독재 정치를 통해 인권을 탄압하였다. 에두아르드 셰바르드나제 대통령 때에는 조지아 정부는 이러한 아자리야 문제에 관여하지 않았으나 2003년 장미 혁명으로 미헤일 사카슈빌리가 대통령이 되면서 상황이 바뀌어 아자리야가 중앙정부의 지배하에 들어오도록 압력이 가해졌다. 2004년 5월 아바시제는 사카슈빌리의 최후 통첩과 독재에 항거하는 아자리야 주민들의 시위에 못 이겨 러시아로 망명하였다.
2007년에는 바투미에 주둔하며 아바시제를 간접적으로 지원하던 러시아군도 철수하여 사실상 아자리야의 독립 상태는 끝나고 중앙 정부의 지배하의 자치 공화국으로서 현재까지 이르고 있다.

## 같이 보기
- 조지아의 행정 구역